# Юзвикевич, Франц Иванович

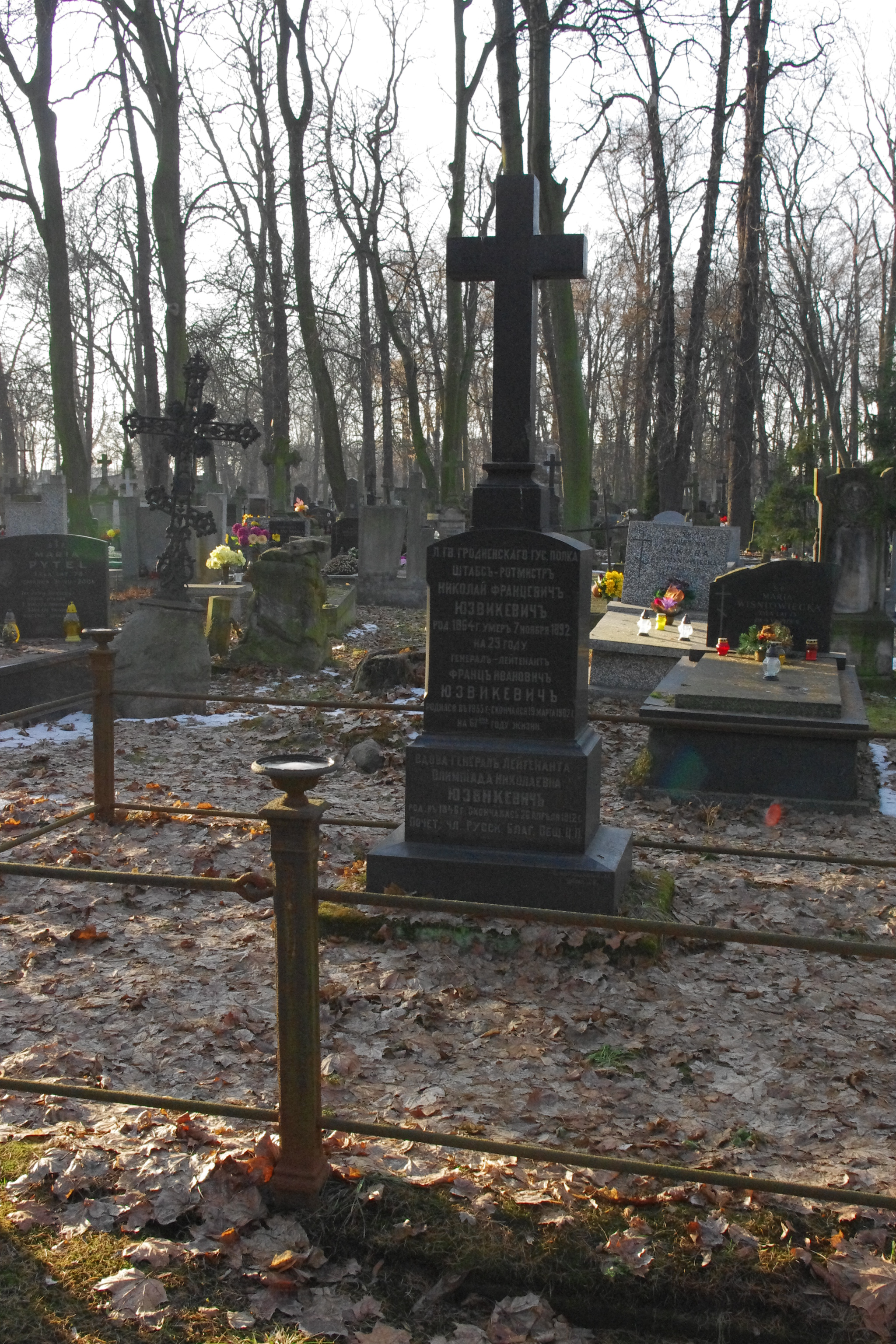
Памятник над могилами семьи Юзвикевичей на Православном кладбище в Варшаве. Надпись: «Лейб-гвардии Гродненского гусарского полка штабс-ротмистр Николай Францевич Юзвикевич. Род. 1864 г. Умер 7 ноября 1892 г. на 29 году. Генерал-лейтенант Франц Иванович Юзвикевич. Родился в 1835 г. Скончался 19 марта 1902 г. на 67-м году жизни. Вдова генерал-лейтенанта Олимпиада Николаевна Юзвикевич. Род. в 1846 г. Скончалась 26 апреля 1912 г. Почётный член Русскаго Благотворительнаго Общества в Царстве Польском»

Франц Иванович Юзвикевич (пол. Franciszek Juźwikiewicz; 1 апреля 1835 — 19 марта 1902 , Варшава, Царство Польское) — российский военачальник, генерал-лейтенант артиллерии.

## Биография
17 января 1854 года вступил на военную службу в Русскую императорскую армию. Выпускник Дворянского полка.
- 23 сентября 1856 года — подпоручик,
- 26 августа 1858 года — поручик,
- 29 января 1865 года — штабс-капитан,
- 29 августа 1867 года — капитан,
- 31 октября 1871 года — подполковник,
- 30 августа 1876 года — полковник,
- 14 мая 1893 года — генерал-майор,
- 9 ноября 1898 года произведён в генерал-лейтенанты с увольнением от службы, мундиром и пенсией[1].

Участник подавления польского восстания 1863—1864 годов.
С 9 февраля 1877 года — начальник артиллерийского арсенала в Варшаве, позже — Варшавского окружного арсенала.
С 1893 по 9 ноября 1898 года командовал окружным артиллерийским складом в Курске (Киевского ВО).

## Семья
Лютеранин, принявший православие не ранее 1898 года. В браке с Олимпиадой Николаевной Юзвикевич (1846—1912) имел троих детей.
На его дочери Зинаиде Францевне Юзвикевич был женат генерал от артиллерии В. П. Мамонтов, инспектор артиллерии 5-й армии.
Похоронен на Православном кладбище в Варшаве.